# Regional District of Central Okanagan
Regional District of Central Okanagan är ett regionalt distrikt i provinsen British Columbia i Kanada. Det ligger i södra delen av provinsen och består av området runt staden Kelowna. Antalet invånare är 194 882 (år 2016) och ytan är 2 905 kvadratkilometer.
I Regional District of Central Okanagan finns kommunerna Kelowna, West Kelowna, Lake Country och Peachland.